# Hennes Roth

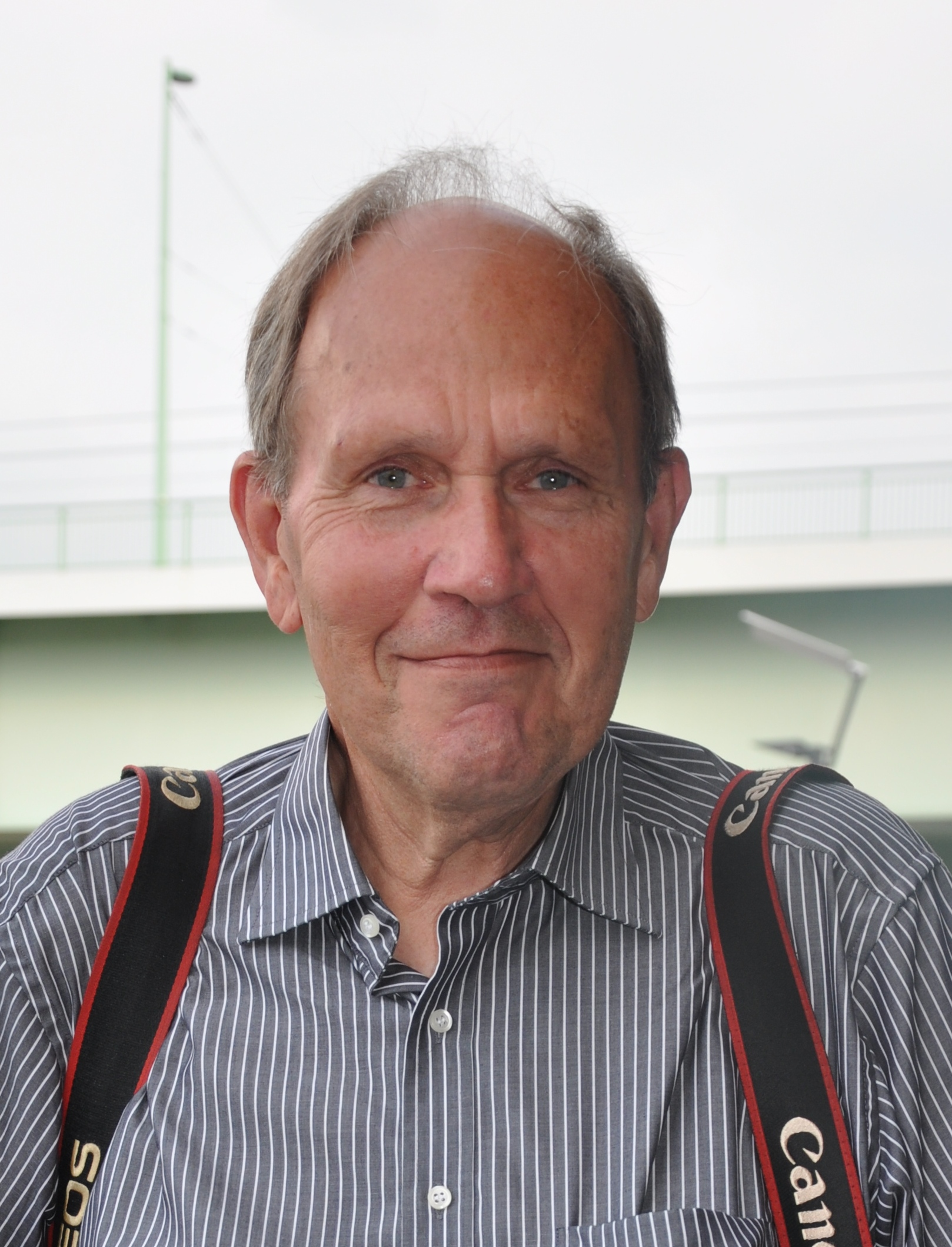
Hennes Roth (2016)

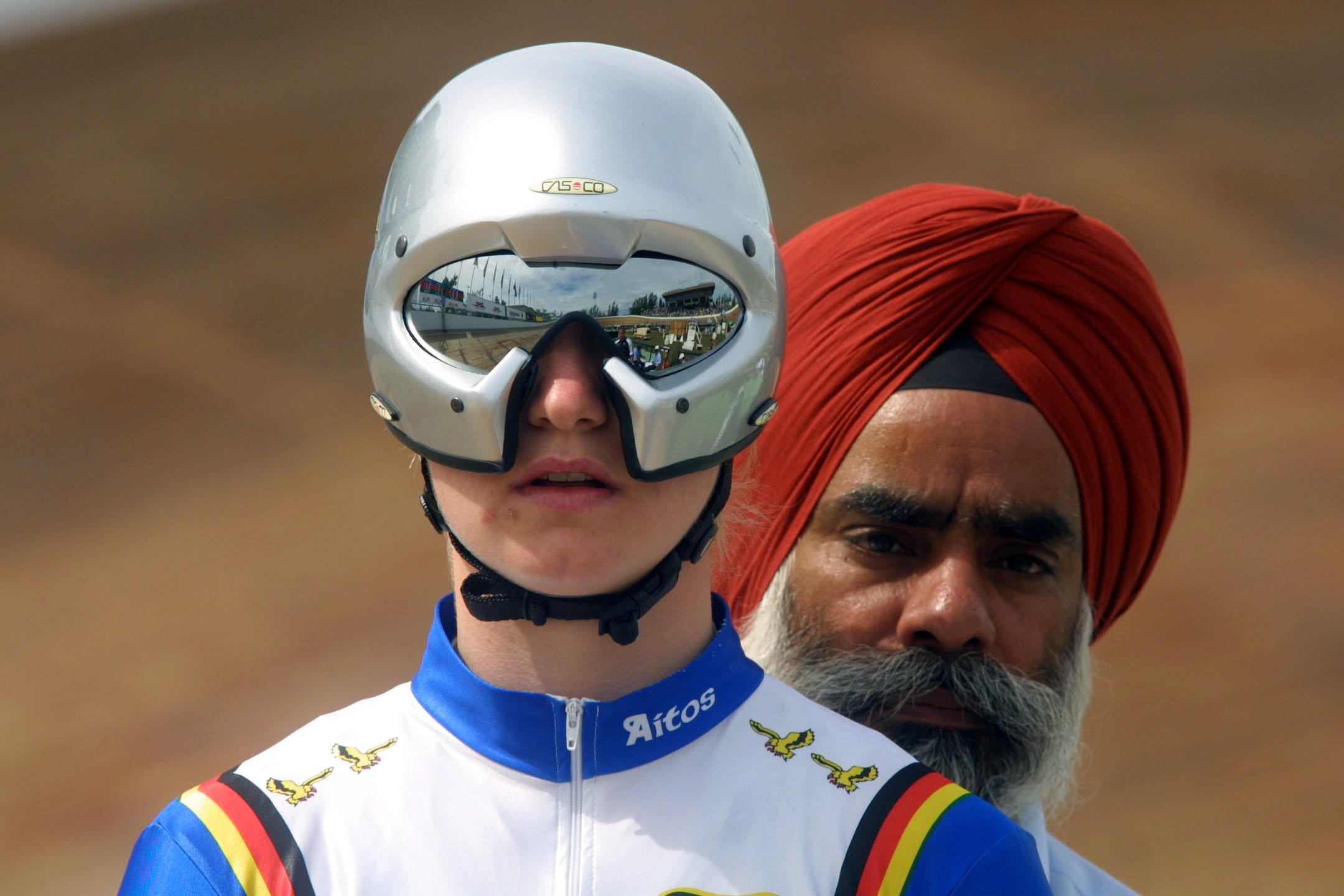
Preisgekröntes Foto von Roth aus dem Jahr 2001: Katrin Meinke beim Bahnrad-Weltcup 2001 in Ipoh.

Hans-Alfred „Hennes“ Roth (* 19. Mai 1950 in Köln) ist ein deutscher Sportfotograf.

## Biographie
Der Vater von Hennes Roth, Jakob „Köbes“ Roth, war radsportbegeistert. Er engagierte sich im PSV Köln und war Sprecher beim Kölner Sechstagerennen. Sohn Hennes begann schon mit 13 Jahren, bei Radrennen zu fotografieren. Nach der Schule absolvierte er zunächst eine Ausbildung als Schriftsetzer bei dem Verlag, der die Zeitschrift Radsport herausgab.
Zu Beginn der 1970er Jahre wurde Roth von diesem Verlag erstmals als Fotograf eingesetzt. Das erste sportliche Großereignis, an dem er als Profifotograf teilnahm, waren 1972 die Olympischen Spiele in München. Seitdem war Roth einer der gefragtesten Sportfotografen Deutschlands; seine Schwerpunkte sind Radsport und Eishockey.
2001 gewann Hennes Roth den Sven-Simon-Preis für die beste Sportfotografie des Jahres, 2005 belegte er Platz zwei.
Roth ist verheiratet, Vater zweier Söhne, und lebt in Pulheim. In seinem dortigen Haus lagern mehrere hunderttausend Fotos und Bilddateien. 2013 zog er sich beruflich zurück. 2016 erschien das Buch Tourleben – Vier Jahrzehnte Radsportfotografie, das einen Überblick über das Lebenswerk von Hennes Roth gibt.

## Publikationen mit Fotos von Roth (Auswahl)
- Udo Bölts; Klaus D. Kullmann: Quäl dich du Sau. Covadonga Verlag Bielefeld 2006.
- Bob Roll: Bobkes Welt. Covadonga Verlag Bielefeld 2006.
- Werner Müller-Schell: In het spoor van de wielerklassiekers / druk 1: de bekendste routes uit de wielersport en hoe je ze moet rijden. 2012 (niederländisch)
- Hennes Roth: Tourleben – Vier Jahrzehnte Radsportfotografie. Covadonga Verlag Bielefeld 2016. ISBN 978-3957260123.
- Roths Tourleben 2014 – Radsport-Kalender
- Radsport-Jahresrückblicke

## Fotos von Hennes Roth

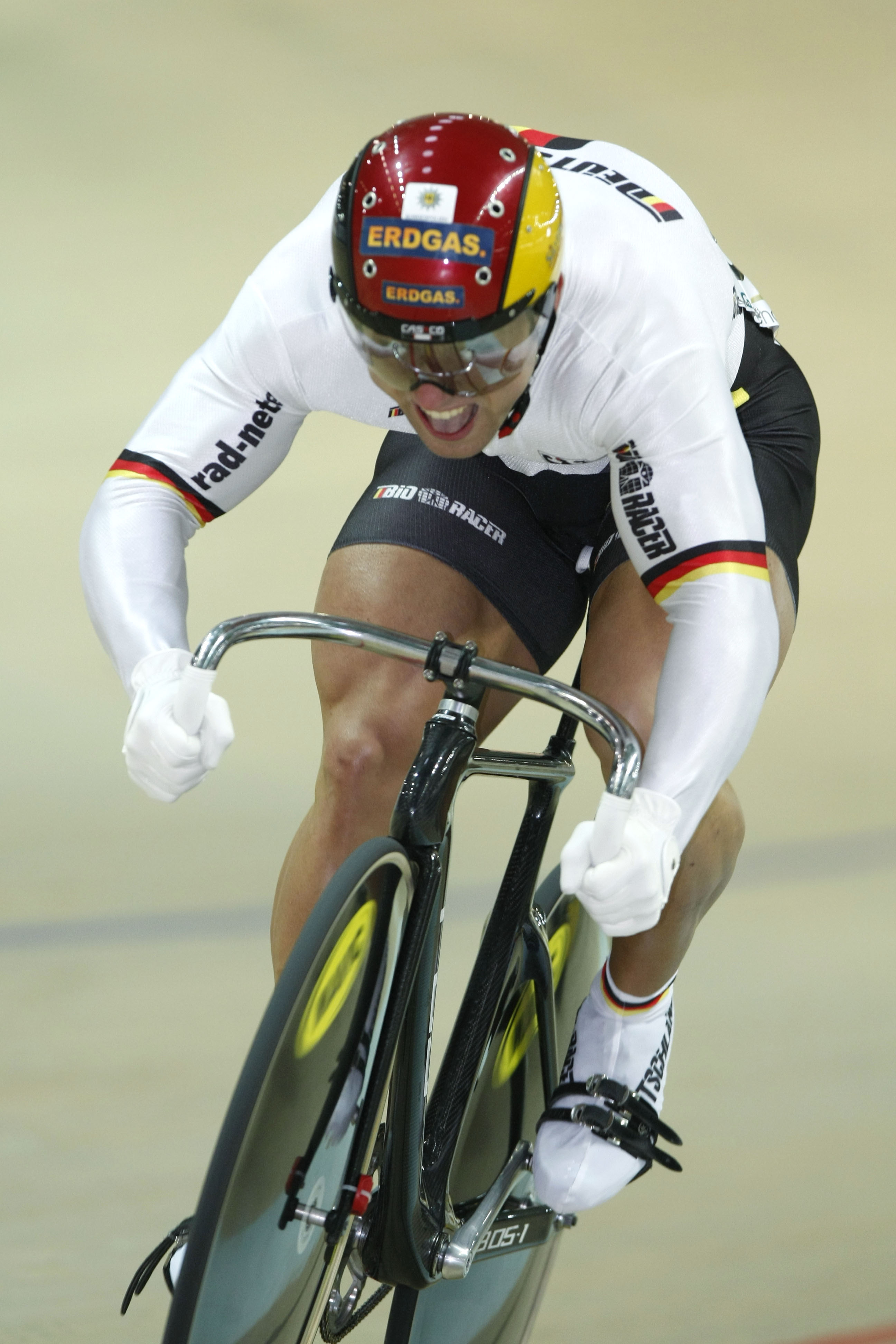
Robert Förstemann
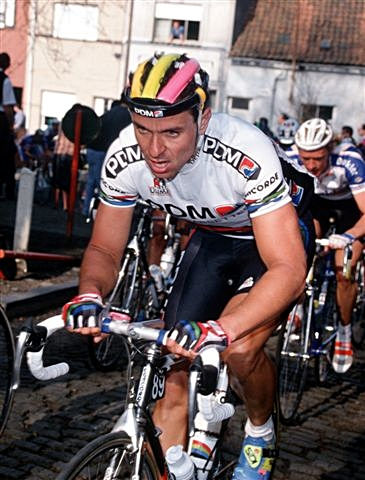
Uwe Raab bei der Flandern-Rundfahrt
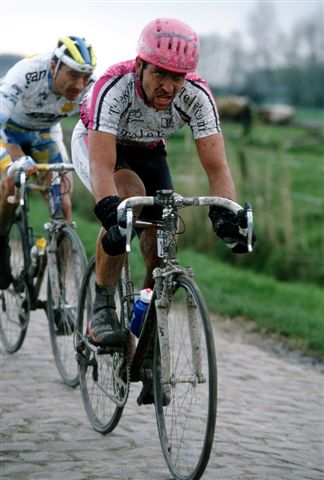
Uwe Raab bei Paris-Roubaix